# Ризька (станція метро, Калузько-Ризька лінія)
55°47′33.03″ пн. ш. 37°38′10.27″ сх. д. / 55.7925083° пн. ш. 37.6361861° сх. д.
«Ризька» (рос. Рижская) — станція Калузько-Ризької лінії Московського метрополітену. Розташована між станціями «Олексіївська» і «Проспект Миру». Станцію відкрито 1 травня 1958 у складі черги «Проспект Миру» — «ВДНХ». У березні 2002 пасажиропотік по входу становив 50600 осіб на добу.

## Вестибюль
Станція має один вихід у місто, що веде на вулицю Сущевський Вал поблизу перетину з проспектом Миру, і оформлений у вигляді ротонди. Наземний вестибюль сполучено зі станційним залом тристрічковим ескалатором. Біля станції розташовані Ризький вокзал, залізничні платформи «Ржевська» Московської залізниці і «Ризька» Жовтневої залізниці, а також відомий наприкінці 1980-х років Ризький ринок.

## Технічна характеристика
Конструкція станції — пілонна трисклепінна (глибина закладення — 46 м). Діаметр центрального залу — 9,5 м, бокових — 8,5 м.

## Колійний розвиток
Станція без колійного розвитку.

## Пересадки
- Залізничну платформу та станцію МЦД    Ризька
- Залізничну станцію Москва-Ризька
- Ризька
- Автобуси: м2, м9, 33, 172, 265, с484, с510, 519, с538, 539, с585, 714, 778, 903, КМ (Риж), т14, т18, т42, н9

## Оздоблення
Архітектурний проєкт станції виконаний ризькими архітекторами. У художньому оформленні вони відмовилися від природного каменю і максимально використовували кераміку, виготовлену ризькими заводами. Оздоблення станції виконували майстри з Латвії.
Колійні стіни оздоблені керамічною плиткою яєчно-жовтого кольору, нижня частина — керамічною плиткою чорного кольору. Підлога викладена сірим гранітом. Вентиляційні решітки, торці станційних лав, карнизи й бічні частини пілонів і плитки на стінах платформ прикрашає латиський орнамент. Станцію освітлюють прямокутні світильники, укріплені на стелі.
Пілони оздоблені балтійською керамікою лимонно-жовтого і бордово-коричневого кольорів, що імітує жовтий і коричневий бурштин. На коричневих поверхнях пілонів з боку центрального залу нанесені дуже тонкі, майже непомітні рельєфи, виконані по сирій кераміці. На них зображені промислові та архітектурні об'єкти Риги, а також види міст і місць Латвії. Усі малюнки підписані. На деяких пілонах зроблено по два малюнки. Деякі малюнки на різних пілонах повторюються. На першому пілоні із західного боку віддруковані силуети МДУ і старої будівлі Академії наук СРСР.